# ترانه‌های ممنوعه
ترانه‌های ممنوعه (لهستانی: Zakazane piosenki) یک فیلم موزیکال لهستانی به کارگردانی لئونارد بوچکوفسکی است که در سال ۱۹۴۶ منتشر شد. این نخستین فیلم بلندی است که پس از ۶ سال درگیری در جنگ جهانی دوم در لهستان ساخته شد و وقایع آن در دوران اشغال ورشو توسط آلمان نازی روی می‌دهد و داستان زندگی چند نفر از ساکنان یک خانه مسکونی را روایت می‌کند. این فیلم پس از انتشار بسیار محبوب بود و بیش از ۱۰٫۸ میلیون نفر در سه سال بعد آن را دیدند که دو برابر میانگین معمول تماشاگران در لهستان پس از جنگ محسوب می‌شد.

## بازیگران
- دانوتا شافلارسکا
- یان شفیدرسکی
- یژی دوشینسکی
- یان کورناکوویچ
- استانیسواف واپینسکی
- هانکا بیه‌لیتسکا
- آلینا یانوفسکا
- زوفیا مروزوفسکا
- کاژیمیش ویخنیاش
- یاروسواف اسکولسکی
- ادوارد جیوینسکی
- فلیکس ژوکوفسکی
- هنریک بوروفسکی
- ایگور اشمیاووفسکی
- آرتور موئودنیتسکی
- آندژی واپیتسکی
- ویتولد سادووی
- زوفیا یامری
- زجیسواف شیماینسکی
- واندا یاکوبینسکا